# Ісламська держава (форма устрою)

Взаємовідносини релігії та держави в країнах з мусульманською більшістю:
Ісламські держави
Іслам — державна релігія
Світські держави
Конституційна декларація відсутня

Ісламська держава це держава, яка прийняла іслам, зокрема закони шаріату, за основу політичних інститутів та законів.
Сьогодні такий устрій мають такі держави як Афганістан, Ємен, Іран, Мавританія, Оман, Пакистан, та Саудівська Аравія. Також більше десяти держав у країнах з мусульманською більшістю встановили Іслам як державну релігію, хоча повністю ісламськими державами не вважаються.